# کیلینگی-نومه
کیلینگی-نومه (به استونیایی: Kilingi-Nõmme) یکی از شهرک‌های کشور استونی است.
این شهرک در سال ۲۰۱۱ میلادی ۱٬۷۶۳ نفر جمعیت داشته است.

## نگارخانه

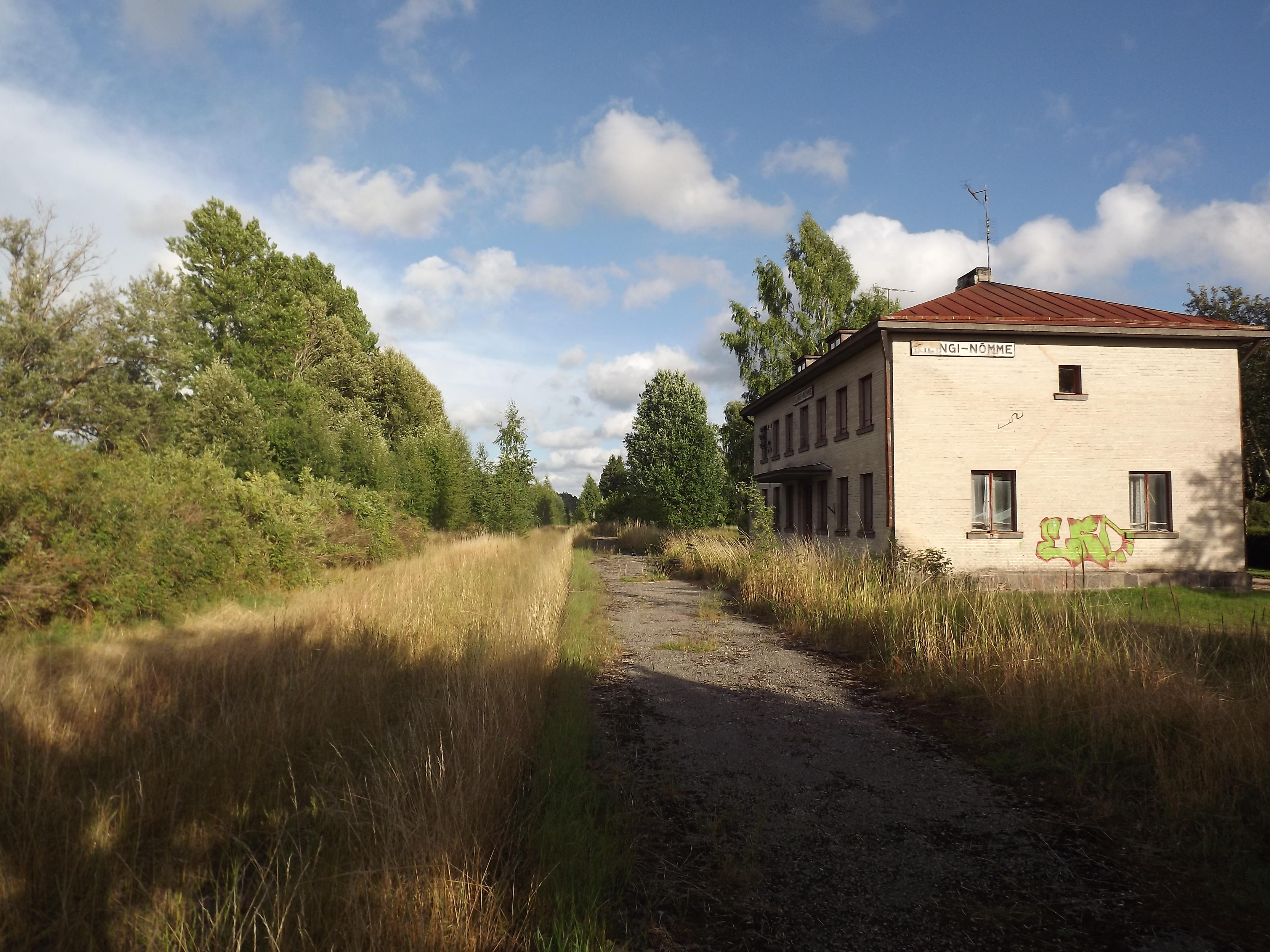
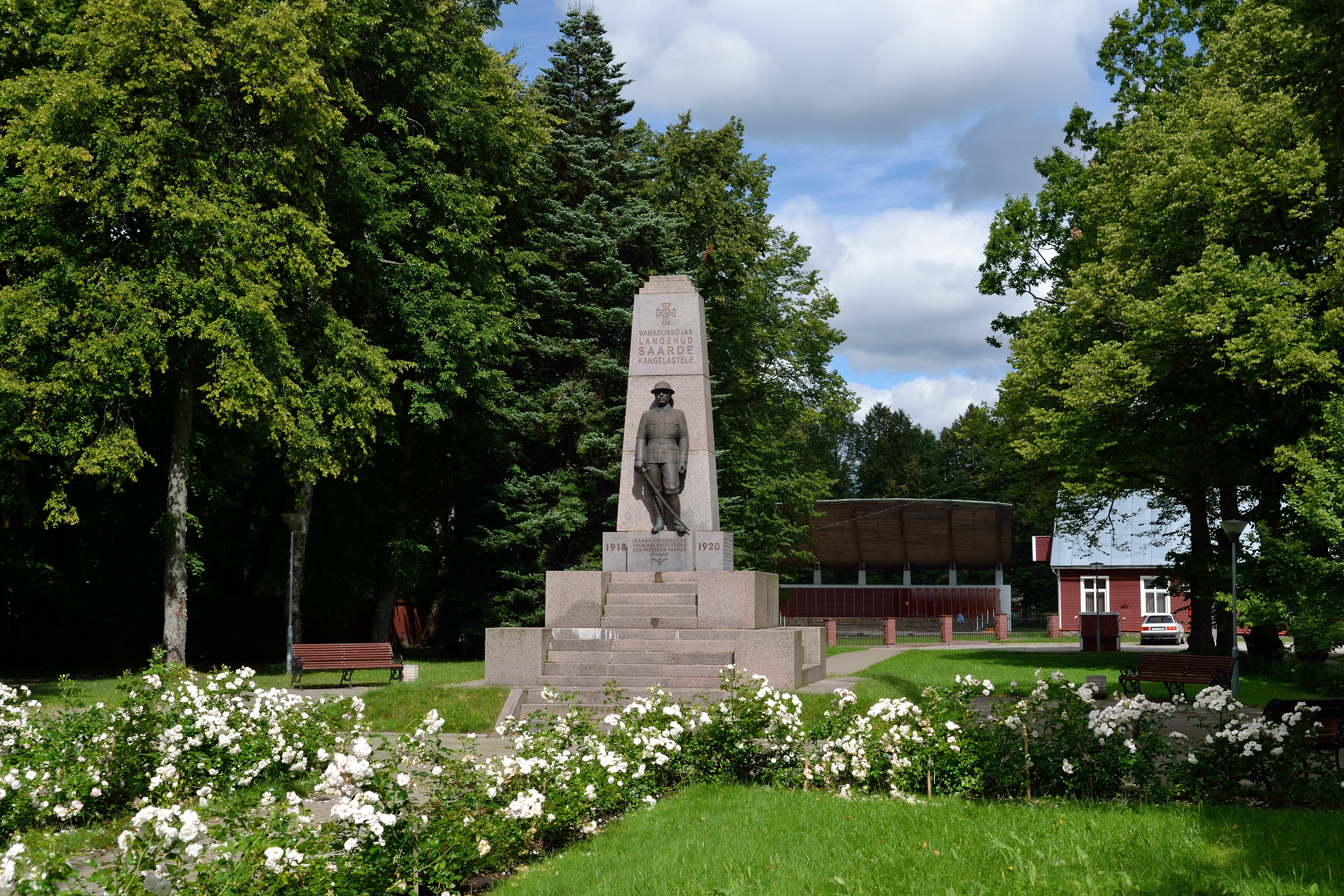